# Karaté aux Jeux européens de 2015
Navigation
Édition suivante
Le karaté est présent aux Jeux européens 2015, la première édition des Jeux européens, organisée à Bakou, en Azerbaïdjan. Les douze épreuves au programme sont disputées les 13 et 14 juin 2015. Il s'agit de deux épreuves de kata et de dix de kumite.

## Qualifications
Chaque Comité national olympique peut qualifier au maximum un athlète par épreuve. Chaque épreuve voit s'affronter huit concurrents
La qualification est basée sur les Championnats d'Europe de karaté 2015 qui ont lieu entre le 19 et le 22 mars 2015 à Istanbul, en Turquie. Les six premiers de chaque épreuve sont automatiquement qualifiés pour les Jeux européens. L'Azerbaïdjan, en tant que pays hôte a une place d'allouer dans chaque épreuve. En outre, 12 places pour l'universalité sont attribuées.

## Programme
| CO | Cérémonie d'ouverture | T | Entrainements | ● | Compétitions | 1 | Finales | CC | Cérémonie de clôture |

| Juin   | Juin   | 12 | 13 | 14 | 15 | 16 | 17 | 18 | 19 | 20 | 21 | 22 | 23 | 24 | 25 | 26 | 27 | 28 | Épreuves |
| ------ | ------ | -- | -- | -- | -- | -- | -- | -- | -- | -- | -- | -- | -- | -- | -- | -- | -- | -- | -------- |
| Karate | Karate | CO | 6  | 6  |    |    |    |    |    |    |    |    |    |    |    |    |    | CC | 12       |

## Médaillés

### Hommes
| Épreuve | Or                  | Argent          | Bronze             |
| ------- | ------------------- | --------------- | ------------------ |
| 60 kg   | Firdovsi Farzaliyev | Luca Maresca    | Emil Pavlov        |
| 67 kg   | Burak Uygur         | Steven Da Costa | Niyazi Aliyev      |
| 75 kg   | Rafael Ağayev       | Luigi Busà      | Erman Eltemur      |
| 84 kg   | Aykhan Mamayev      | Geórgios Tzános | Uğur Aktaş         |
| 84+ kg  | Enes Erkan          | Jonathan Horne  | Martin Nestorovski |
| Kata    | Damián Quintero     | Mattia Busato   | Mehmet Yakan       |

### Femmes
| Épreuve | Or              | Argent           | Bronze            |
| ------- | --------------- | ---------------- | ----------------- |
| 50 kg   | Serap Özçelik   | Bettina Plank    | Alexandra Recchia |
| 55 kg   | Emily Thouy     | Jelena Kovačević | Ilaha Gasimova    |
| 61 kg   | Lucie Ignace    | Merve Çoban      | Ana Lenard        |
| 68 kg   | Iryna Zaretska  | Alisa Buchinger  | Marina Raković    |
| 68+ kg  | Maša Martinović | Meltem Hocaoglu  | Ivanna Zaytseva   |
| Kata    | Sandra Sánchez  | Sandy Scordo     | Dilara Bozan      |

## Tableau des médailles
| Rang  | Nation            | Or | Argent | Bronze | Total |
| ----- | ----------------- | -- | ------ | ------ | ----- |
| 1     | Azerbaïdjan       | 4  |        | 2      | 6     |
| 1     | Turquie           | 3  | 2      | 4      | 9     |
| 3     | France            | 2  | 2      | 1      | 5     |
| 4     | Espagne           | 2  |        |        | 2     |
| 5     | Croatie           | 1  | 1      | 1      | 3     |
| 6     | Italie            |    | 3      |        | 3     |
| 7     | Autriche          |    | 2      |        | 2     |
| 8     | Allemagne         |    | 1      |        | 1     |
| -     | Grèce             |    | 1      |        | 1     |
| 10    | Macédoine du Nord |    |        | 2      | 2     |
| 11    | Monténégro        |    |        | 1      | 1     |
| -     | Russie            |    |        | 1      | 1     |
| Total | Total             | 12 | 12     | 12     | 36    |